# Caenohalictus dilutior
Caenohalictus dilutior är en biart som först beskrevs av Joseph Vachal 1903.  Caenohalictus dilutior ingår i släktet Caenohalictus och familjen vägbin. Inga underarter finns listade.